# Rangdziung Dordże
III Gjalła Karmapa, Rangdziung Dordże (tyb.: རང་འབྱུང་རྡོ་རྗེ་, Wylie: rang 'byung rdo rje; ur. 1284 w Dingri Langkor) – trzecia inkarnacja Karmapy, głowy szkoły Karma Kagyu, jednej z czterech najważniejszych szkół buddyzmu tybetańskiego. Zmarł w 1339 roku.

## Życiorys
W wieku trzech lat włożył na głowę własnoręcznie zrobioną czarną koronę i oświadczył, że jest Karmapą. To że Rangdziung Dordże jest inkarnacją II Karmapy (Karma Pakszi), potwierdził niewiele później Drubtop Urdzienpa jeden z uczniów Karma Pakszi. Przekazał mu wówczas prawdziwą Czarną Koronę (symbol oznaczający moc przynoszenia przez Karmapę pożytku czującym istotom), wszystkie rzeczy należące do Karma Pakszi, oraz wszystkie nauki szkoły Karma Kagyu.

### Edukacja
Oprócz nauk szkoły Karma Kagyu pobieranych u Drubtopa Urdzienpa, Rangdziung Dordże poznawał też nauki innych tradycji buddyzmu tybetańskiego, u takich nauczycieli jak Tropu Kunden Szerab czy Njenre Gendyn Bum.

### Aktywność
Rangdziung Dordże połączył nauki nowej tradycji Kagyu i starej tradycji Nigma (tzn. Wielką Pieczęć – Mahamudra i Wielką Doskonałość – Dzogczen). Był wielkim praktykującym i miał wielu uczniów w tym – Gjalwa Jungton Dordże Pal (mistrz szkoły Nigma), który stał się kolejnym dzierżawcą linii przekazu Karma Kagyu, oraz pierwszy Szamarpa Kajdrup Dragpa Senge, który zapoczątkował drugą w historii Tybetu linię świadomie inkarnujących się nauczycieli. To właśnie Trzeci Karmapa ofiarował Kajdrup Dragpa Sengowi rubinowo-czerwoną koronę oraz tytuł Szamarpy. Czerwona Korona jest dokładną repliką Czarnej Korony.
Rangdziung Dordże był człowiekiem niezwykłym i prawdziwie praktykującym. Trzeci Karmapa budował zarówno ośrodki medytacyjne jak i mosty dzięki czemu przynosił pożytek ludziom tak w ich życiu codziennym jak i w duchowym.

## Twórczość
Zostawił po sobie również wiele tekstów i komentarzy, z których z powodzeniem możemy korzystać do dziś, w tym między innymi:
- Głębokie wewnętrzne znaczenie[1]
- Siastra o rozróżnianiu świadomości i pierwotnej mądrości[2]
- Siastra ukazująca wrodzoną naturę buddy

Tworzył także poezję. Pozostawił między innymi:
- Pieśń poruszającą umysł[3]